# Aeroklub
Aeroklub ali letalski klub je organizacija, katere namen je razvijati in izboljševati letalske dejavnosti svojih članov ter popularizirati letalstvo in nudijo letenje za zabavo, ki vse skozi velja za luksuzno dejavnost. Aeroklube vodijo člani oz. zaposleni in svojim članom zagotavlja cenovno ugodnejši dostop do letal za letenje na pram letalom v zasebni lasti tipično okoli deset do dvajset odstotkov ugodneje, večji aeroklubi nudijo tudi bolj zmogljiva šest sedežna kompleksna letal, ki jih tipični športni piloti nebi nikoli imeli v privatni lasti ter tudi zelo napredna dvomotorna letala. Zagotavljajo tudi šolanje, storitve za podaljšanje ratingov in gostinske prostore ter širijo letalsko kulturo. Povprečni člani v aeroklubih predstavljajo ekonomsko močnejši sloj posameznikov, saj v letenju za zabavo nikoli niso bile udeležene ljudske množice. V Sloveniji ima licenco za motorno letalo 0,06 % celotnega prebivalstva oz. 1350 prebivalcev od tega deleža jih ima polovica poklicne privilegije in samo ena četrtina privilegije prometnih pilotov (za primerjavo doktorjev znanosti je 98% več kot prometnih pilotov). Aeroklubi v svetu so lahko zelo velike organizacije in imajo več deset letal in več sto članov ter imajo v svoji lasti kompletno infrastrukturo in celotne dejavnosti, ki jih potrebujejo posredno za izvajanje svoje osnovne dejavnosti: letala, simulatorje letenja, letališča, hangarje, letalske servise, bencinske črpalke, parkirišča, predavalnice, pisarne oz. prostore za pripravo na letenje (ang. briefing room), sanitarne prostore s tuši, restavracije, sejnine sobe in pisarne za administracijo, inštruktorje letenja in organe šole ter celo prostore za prenočevanje. Veliko večjih klubov opravlja tudi komercialne dejavnosti s poklicnimi ali prometnimi piloti, ki so tradicionalne za njihovo okolje: obalna straža, opazovanje požarov, metanje vab za lisice, meteorološke lete, opazovanje premikanje čred divjih živali, špricanje proti komarjem, špricanje polj, panoramske polete, gašenje požarov, vleko oglasnih trakov, šolanje kadetov, slikanje iz zraka, sondiranje za raziskave, akrobatske polete idr. 
Aeroklubi imajo za svoje potrebe zaposlene: direktorje kluba, inštruktorje letenja za šolanje, pilote za komercialne operacije (panorame, padalstvo, letalske operacije, aerotaksi), mehanike letal za predpoletne preglede in servisiranje, predavatelje teorije, osebe za vodenje plovnosti, profesionalne safety in compliance menendžerje, administratorje ali tajnike oz. receptorje, vodje prometa oz. letenja, manipulante za letalska goriva, čistilce za čiščenje letal, strežno osebje lokalov, varnostnike, vodje komercialnih projektov, računovodje. Veliko evropskih aeroklubov je bilo ustanovljenih med prvo in drugo svetovno vojno (1922 Beograd, 1924 Zagreb, 1926 Milano, Bristol 1927, Maribor 1927, Barcelona 1930), določeni delujejo še danes (npr. Maribor, Milano, Barcelona), mnogi so tudi tehnično propadli pretežno zaradi pomankanja šolanja in ekonomsko nedonosne sestave članstva ter pomankanja poklicnih pilotov. Aeroklubi se pogosto povezujejo v zveze kot je AOPA združenje lastnikov letal in pilotov, ki tudi spodbuja ustanavljanje novih aeroklubov. Povprečni člani za letenje v klubih zapravijo okoli $5000 letno, cena 50 let starega tipičnega štiri sedežnega letala C172 se giba okoli $250 na uro v nekaterih delih sveta dosegajo cene tudi $550 na uro. Številni klubi nudijo tudi usposabljanje za letenje - letalsko šolo, opremo za pilote in povezane storitve ter organizirajo družabne dogodke, polete na druga letališča itd. Piloti, ki letijo v klubih imajo licence PPL, CPL in ATPL. Medtem ko so letalski klubi dom tistim, ki se ukvarjajo z letenjem kot hobijem, mnogi komercialni in vojaški piloti prav tako začnejo leteti v letalskih aeroklubih.
| Velikost Aerokluba | Kriteriji          | Kriteriji         | Kriteriji   | Kriteriji       | Kriteriji         | Kriteriji   | Kriteriji | Kriteriji    |
| Velikost Aerokluba | Zrakoplovi         | Aktivnih članov   | Letni nalet | Zaposlenih      | ATO letalska šola | AOC ali SPO | Servis    | Letni promet |
| ------------------ | ------------------ | ----------------- | ----------- | --------------- | ----------------- | ----------- | --------- | ------------ |
| Mikro              | do 3 zrakoplovi    | 4 do 20 članov    | do 500 h    | do 1 zaposlen   | ne                | ne          | ne        | do $100.000  |
| Mali               | do 5 zrakoplovov   | 20 do 60 članov   | do 1000 h   | do 3 zaposleni  | da, nekompleksna  | ne          | ne        | do $250.000  |
| Srednji            | do 10 zrakoplovov  | 100 do 150 članov | do 3000 h   | do 6 zaposlenih | da, kompleksna    | ne          | ne        | do $500.000  |
| Veliki             | nad 10 zrakoplovov | nad 150 članov    | nad 3000 h  | 10 zaposlenih   | da, kompleksna    | da          | da        | $1.000.000   |

Večina letalskih klubov v Severni Ameriki in Evropi  ima v lasti ali najema mala eno ali dvomotorna letala oz. enomotorne batne ali turbinske helikopterje splošnega letalstva.   
Priljubljena enomotorna batna letala SEP(L): Cessna 152, Cessna 172, Cessna 182, Cessna 206, Piper PA-24 Comanche, Piper PA-28 Cherooke, Piper PA-32 Cherokee, Rockwell Commander 114, Beechcraft Bonanza.   
Priljubljena več motorna batna letala MEP(L): Beechcraft Baron, Cessna 310, Cessna 340, Piper PA-30 Twin Comanche, Piper PA-34 Seneca, Partenavia P.68.  
Priljubljeni enomotorni batni helikopterji SE Piston: Robinson R22, Robinson R44, Sikorsky S-300, Bell 47, Vertical Hummingbird, Cicaré CH-8, DF Helicopters DF334, Guimbal Cabri G2. 
Priljubljeni enomotorni turbinski helikopterji SE Turbine: Robinson R66, Bell 206 JetRanger, MD 500, Enstrom 480, Eurocopter EC120. 
Priljubljeni hidroplani in amfibije SEP(S), MEP(S): De Havilland Canada DHC-2 Beaver, Cessna 206, Lake LA-4-200 Buccaneer, Lake LA-250 Renegade, Piaggio P.136, Grumman G-21 Goose, Grumman G-44 Widgeon, Zenith STOL CH 701, Dornier S-Ray 007, Aviat Husky. 
Vendar obstajajo tudi nekateri klubi, ki omogočajo dostop do bolj specializiranih letal, kot so starodobna letala: North American T-6 Texan, North American T-28 Trojan, North American Ryan Navion, Curtiss P-40 Warhawk, Bell P-39 Airacobra, De Havilland DH 82A Tiger Moth, Supermarine Spitfire, Hawker Hurricane, Boeing-Stearman Model 75, Bücker Bü 131 Jungmann, Polikarpov Po-2, Stampe-Vertongen SV.4, Beechcraft Model 18, Douglas DC-3, Piper J-3 Cub, Vultee BT-13 Valiant; jadralna letala: DG Flugzeugbau DG-1000, Schempp-Hirth Ventus-2, Schleicher ASW 28 in akrobatska letala: Extra EA-300, Pitts Special, Pitts Model 12, Suhoj Su-29, SIAI-Marchetti SF.260, General Avia F.22, Jakovljev Jak-52, Slingsby T67 Firefly, Grob G 115, Cessna 152 Aerobat, Beechcraft T-34 Mentor, Beechcraft F-33C Bonanza, Mudry CAP 10.
Veliko večjih aeroklubov ima svoja: letališča, ATO odobrene organizacije za usposabljanje (letalske šole), AOC (spričevalo letalskega prevoznika), AMO letalske servise, CAMO organizacije za vodenje stalne plovnosti, letalske trgovine, gostinske objekte s prenočišči in druge komercialne dejavnosti povezane z letalstvom.

## Linki
- Archived list of US and Canadian Flying Clubs